# Shenzhou 15

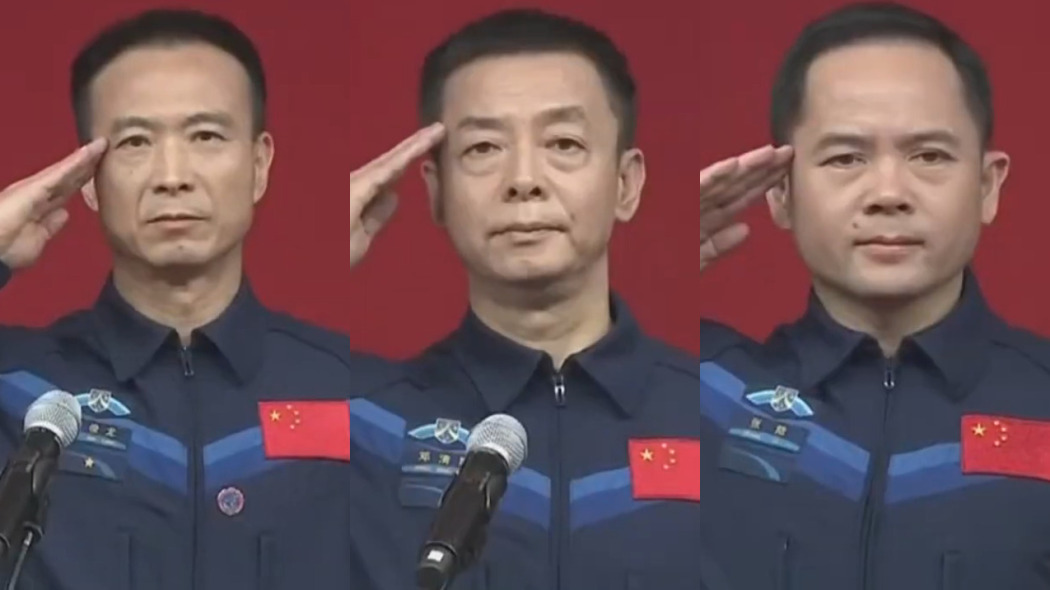
Bemanning Shenzhou 15

Shenzhou 15 (Chinees: 神舟十五号, Hanyu pinyin: Shénzhōu Shísì Hào) is een Chinese ruimtevlucht die op 29 november 2022 werd gelanceerd. De vlucht markeert de tiende bemande Chinese ruimtevlucht en de vijftiende vlucht van het Shenzhouprogramma. Aan boord van het ruimtevaartuig zaten drie taikonauten op de vierde vlucht naar het Tiangong-ruimtestation. De ruimtevlucht was de derde van een aantal missies met een duur van 6 maanden (186 dagen).

## Bemanning
| Positie         | Ruimtevaarder                 |
| --------------- | ----------------------------- |
| Commandant      | Fei Junlong 2e ruimtevlucht   |
| Operator        | Deng Qingming 1e ruimtevlucht |
| Systeemoperator | Zhang Lu 1e ruimtevlucht      |

## Lancering
Shenzhou 15 werd op 29 november 2022 met een Lange Mars 2F draagraket gelanceerd vanaf Lanceerbasis Jiuquan in de Gobiwoestijn.

## Missie
De bemanning van Shenzhou 15 assisteerde met de verdere afbouw van het Tiangong-ruimtestation, voerde vier ruimtewandelingen uit, en voerde wetenschappelijke onderzoeken uit aan boord van het ruimtestation.

## Landing
De Shenzhou 15 capsule landde op 3 juni 2023 in Binnen-Mongolië.

Ruimtevaartuig: Shenzhou · Tianzhou

Onbemand: Shenzhou 1 · Shenzhou 2 · Shenzhou 3 · Shenzhou 4 · Shenzhou 8

Bemand afgerond: Shenzhou 5 · Shenzhou 6 · Shenzhou 7 · Shenzhou 9 · Shenzhou 10 · Shenzhou 11 · Shenzhou 12 · Shenzhou 13 · Shenzhou 14 · Shenzhou 15 · Shenzhou 16 · Shenzhou 17 · Shenzhou 18

Bemand bezig: Shenzhou 19

Bemand gepland: Shenzhou 20 · Shenzhou 21

Gerelateerd: Tiangongprogramma · Tiangong 1 · Tiangong 2 · Tiangong ruimtestation · Lijst van bemande expedities naar het ruimtestation Tiangong · Lange Mars (raketfamilie) · Lanceerbasis Jiuquan